# 一宮麗
一宮 麗（いちのみや れい、2005年1月16日 - ）は、日本の女性声優。北海道出身。81プロデュース所属。

## 来歴
昔から芝居とアニメ、好きなものと好きなものの延長線にあったのが職業としての声優だった。のちに所属することになる81プロデュースでなら「自分を大きく表現出来る」と思い、声優になったという。 強く影響された作品は、『東京喰種トーキョーグール』と『妖怪ウォッチ』。
第15回81オーディション特別賞受賞。

## 人物
方言は北海道弁。
趣味・特技は読書、舞台鑑賞。

## 出演

### テレビアニメ
2025年
- Sランクモンスターの《ベヒーモス》だけど、猫と間違われてエルフ娘の騎士として暮らしてます（子供）
- 華Doll*-Reinterpretation of Flowering-（アイドルC）
- 炎炎ノ消防隊 参ノ章（アーサーの弟）
- 宇宙人ムームー（女子たち、女子大生）
- 気絶勇者と暗殺姫（店員）
- New PANTY & STOCKING with GARTERBELT（ゴースト）

2026年
- うるわしの宵の月（滝口宵）

### Webアニメ
- Duel Masters LOST 〜追憶の水晶〜（2024年、女子生徒B）

### ゲーム
- A3!（2024年、涼太）

### ラジオ
※はインターネット配信。
- ラジオレイライン～一宮麗の清く、正しく、麗しく!（2025年7月2日 -、『鷲崎健のヨルナイト×ヨルナイト』内、ニコニコ生放送※）[9]

### ドラマCD
- THE IDOLM@STER MILLION MOVEMENT OF STARDOM ROAD 02 Upper Dog（研修生A）
- THE IDOLM@STER MILLION MOVEMENT OF STARDOM ROAD 04 推しってほんと（司会、副会長）

### 吹き替え

#### 映画
2024年
- デッドプール&ウルヴァリン
- いつか笑いあえるなら（アンナ）

2025年
- iHostage（ベンテ）
- サンダーボルツ*
- ベイビーガール（イザベル〈エスター・マクレガー〉）
- ファンタスティック4:ファースト・ステップ

#### ドラマ
2024年
- ディスクレーマー 夏の沈黙（ジョディ、カミラ 他）

2025年
- 神話クエストシーズン4（ヤラの友達、出演者女）
- デアデビル: ボーン・アゲイン（BB・ユーリック）
- オッド スクワッド 出動!ヘンテコ捜査局（オッド提督）
- 双鏡 –Couple of Mirrors– #7
- 私たちが隠していること（ヴィゴ）
- アイアンハート

#### アニメ
- 悪魔城ドラキュラ -キャッスルヴァニア-: 月夜のノクターン シーズン2
- ウィッチャー 深海のセイレーン[14]
- Devil May Cry（幼バージル）

### ボイスオーバー
- 世界ふれあい街歩き

### オーディオブック
- 死に戻り、全てを救うために最強へと至る2（2024年、ニーナ・グラジオ、アンネ・ベンディクス[15]）
- 100人の英雄を育てた最強預言者は、冒険者になっても世界中の弟子から慕われてます3（2024年、ルネット・ストライク[15]）
- 【悲報】お嬢様系底辺ダンジョン配信者、配信切り忘れに気づかず同業者をボコってしまう けど相手が若手最強の迷惑系配信者だったらしくアホ程バズって伝説になってますわ!?（2025年、朗読 ほか） - 2作品[一覧 1]
- パワハラ限界勇者、魔王軍から好待遇でスカウトされる2 ～勇者ランキング1位なのに手取りがゴミ過ぎて生活できません～（2025年、ランポー[18]）
- 死に戻り、全てを救うために最強へと至る3（2025年、ランポー[18]）

### その他コンテンツ
- ウチの夏フェス フレッシュ夏フェス隊2024
- 東京ジョイポリス アトラクション『一閃』（一部ナレーション）

### シリーズ一覧
1. ↑  【悲報】お嬢様系底辺ダンジョン配信者、配信切り忘れに気づかず同業者をボコってしまう けど相手が若手最強の迷惑系配信者だったらしくアホ程バズって伝説になってますわ!? （2025年3月20日）[16]、【悲報】お嬢様系底辺ダンジョン配信者、配信切り忘れに気づかず同業者をボコってしまう けど相手が若手最強の迷惑系配信者だったらしくアホ程バズって伝説になってますわ!? 2（2025年6月20日）[17]

### 初出話一覧
1. ↑  第1話初出
2. ↑  第5話初出
3. ↑  第9話初出
4. ↑  第10話初出
5. ↑  第18話初出
6. ↑  第3話初出
7. ↑  第6話初出